# Дуванска индустрија Зрењанин
Дуванска индустрија Зрењанин је фабрика за производњу цигарета, лулаша, бурмута и жваканца основана у Зрењанину 1870. године.

## Историјат
На подручју Зрењанина производња дувана датира још из давне 1815. године. Поред производње дувана, убраја се и производња цигарета, лулаша, бурмута и жваканца. Доминантно место ипак заузима производња сировог, односно ферментисаног дувана. Предузеће је основано 1870. године и то од стране државног монопола Мађарске у времену када је територија Војводине припадала Аустроугарској монархији. Мађарска је држава која је међу првима увела монопол и почела са организованом производњом дувана. Производни центри у данашњој Србији, Велики Бечкерек, Бачка Паланка и Чока били су откупне станице.
У периоду од 1870. године до почетка Првог светског рата нема прецизног податка о количини произведеног дувана, али се претпоставља да је производња била око 300 до 400 тона годишње. Иста процена важи и за прве године након рата. Највећа производња била је након 1935. године када је било више од 500 тона годишње. Сађене су сорте црних дувана. Сорте кој е су биле доминантне су: Сегединска ружа, Тиса, Дебрецин, Нова црња и друге. Пред сам почетак Другог светског рата, 1938. и 1939. изграђени су нови објекти за обраду и прераду дувана у Зрењанину.
Након Другог светког рата, Зрењанин се развија као производни центар сировог дувана, па се 1949. године формира предузеће за обраду са рејонима у Зрењанину и Чоки. Године 1959. године је изграђен ферм-завод у Зрењанину, а четири године касније се формира центар за прераду дувана. Највећа производња ферментисаног дувана била је 1972. године са 2.569 тона, а најмања 1990. са 516 тона. Производња цигарета била је највећа у преиоду од 1975. до 1979. када је забележен макисмум од 11.620.000 комада. Најмања производња била је 1994. године 112.000 комада. Производња лулаша била је највиша 1985−1989, а најмања 1993. године. Пад производње била је последица кризе и распада Југославије. Дуван за жвакање производио се у симболичним количинама и кретао се око једне тоне годишње. Број радника је варирао зависно од обима производње, али је стално упослених било око 100.